# Negrito
Los negritos son varios grupos étnicos diferentes que habitan en partes aisladas del sur y sudeste de Asia. Sus poblaciones actuales incluyen a los pueblos andamaneses de las islas Andaman y Nicobar, los pueblos Semang y Batek de Malasia peninsular, los maniq del sur de Tailandia y los pueblos aeta, ati y otros treinta grupos étnicos en las Filipinas.
Según las similitudes físicas percibidas, los negritos alguna vez se consideraron una población única de personas estrechamente relacionadas. Sin embargo, los estudios genéticos sugieren que consisten en varios grupos separados, que descienden de la misma antigua metapoblación de "Eurasia oriental" que dio origen tanto a los asiáticos orientales como a los oceánicos. Los negritos están más estrechamente relacionados con los asiáticos orientales modernos. Forman la población indígena del sudeste asiático, pero fueron absorbidos en gran medida por grupos de habla austroasiática y austronesia que emigraron desde el sur de China y Taiwán al sudeste asiático. Los restantes forman grupos minoritarios en regiones geográficamente aisladas.

## Generalidades
Son un grupo de pueblos del sudeste de Asia que incluye a los aeta y atis de las Filipinas, a los semang de la península de Malasia y a los jarawa y doce tribus más de las islas Andamán. El término de este pueblo en malayo es orang asli, que significa «pueblo original». Se cree que son descendientes de los primeros habitantes humanos de la región, incluyendo Nueva Guinea y Australia. Tienen tamaño similar a los pigmeos. Estos grupos son reducidos y se consideran uno de los pueblos menos conocidos del mundo. 
Este uso fue acuñado por los misioneros españoles del siglo XVI que operaban en Filipinas, y fue tomado prestado por otros viajeros y colonialistas europeos en Austronesia para etiquetar a varios pueblos que se percibe que comparten una estatura física relativamente pequeña y una piel oscura.
Los descubrimientos arqueológicos muestran que los negritos ya estaban en las Andamán hace más de 2200 años, pero estudios genéticos indican que sus antepasados pudieron llegar allí desde la actual Birmania hace 70 000 o 60 000 años, en un momento en que las actuales islas eran una península. Los semang de Malasia, que son considerados posibles parientes de estos negritos, vestían con ropas hechas con ramas de árboles y vivían en cavernas o abrigos cubiertos de hojas. 

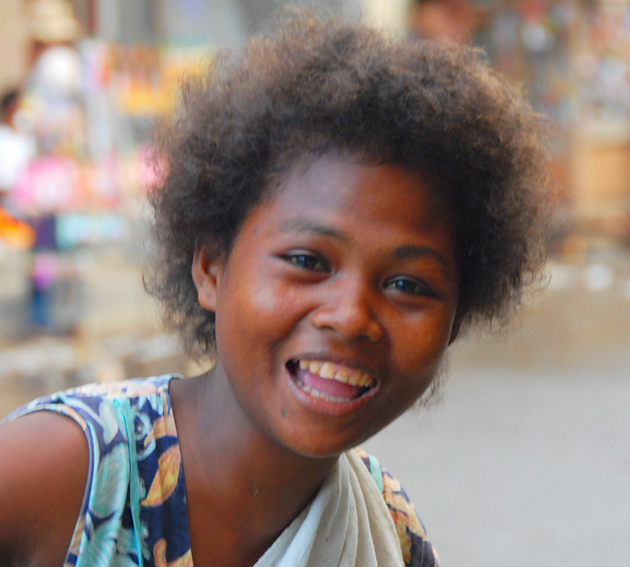
Mujer Ati.

Los negritos son muy diferentes a los pueblos indomalayos de las Filipinas, que aparentemente llegaron a las islas en barcos denominados balangay. Actualmente, los filipinos de la provincia de Antique se visten de la misma forma que lo hacían los negritos y los españoles de la época durante el festival de Binirayan; en el mismo se celebra la llegada de los datus de Borneo, que en 1212 pidieron asilo político en la isla de Panay escapando del Imperio indomalayo de Srivijaya.

## Nombre

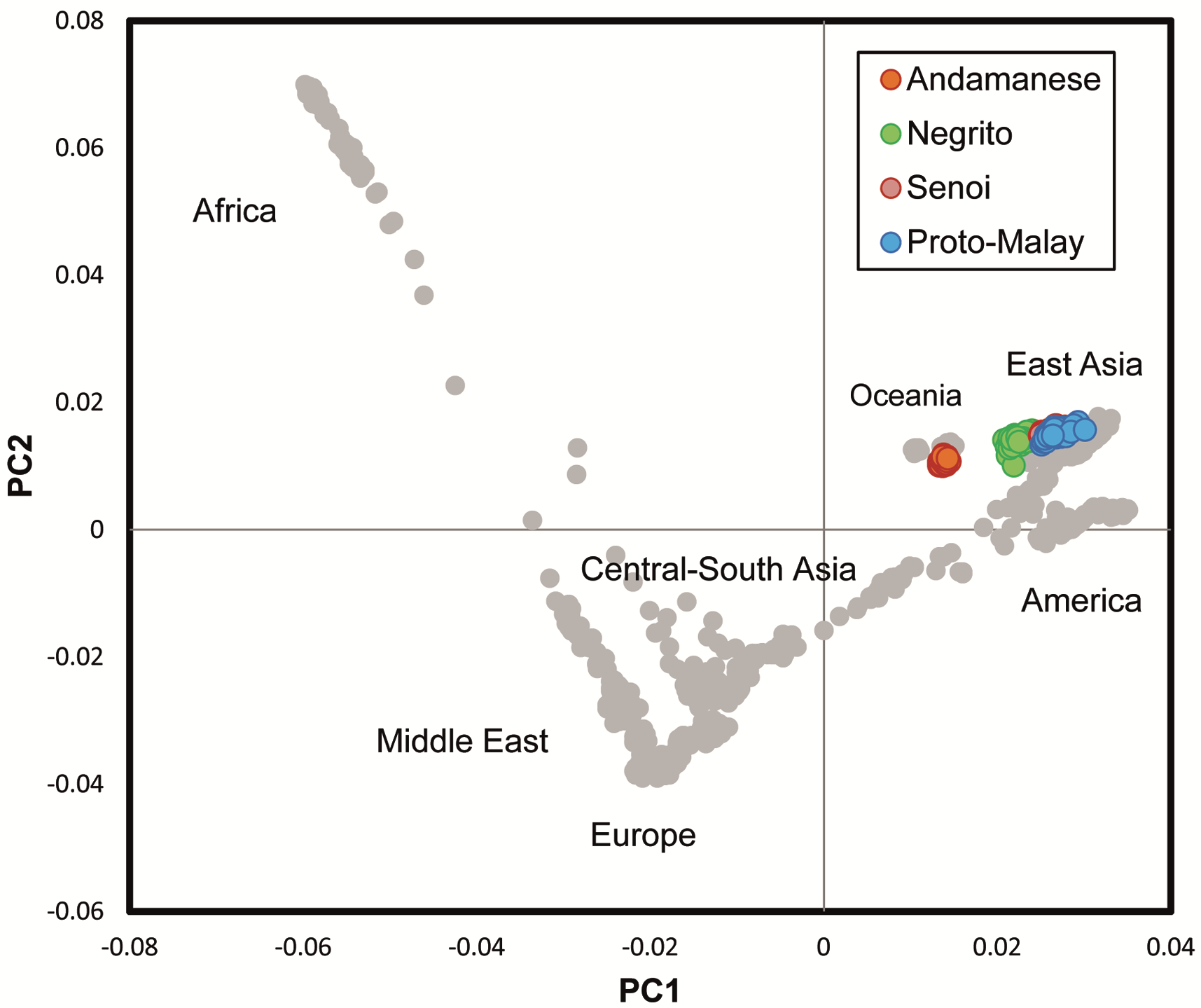
Posición de varias etnias consideradas "Negrito". Los negritos y los oceánicos están más estrechamente relacionados con los asiáticos orientales, seguidos de los nativos americanos.

Para los propios negritos, este término no tiene significado, ya que ellos usan para autodenominarse los nombres tribales, pero el término tiene una larga historia de uso. El término asiáticos negros fue propuesto como sustituto, pero este término debería incluir también a los melanesios y otros pueblos de Asia, dando más importancia entonces al color de la piel que a las diferencias genéticas entre estos grupos. 
Otros antropólogos[¿quién?][cita requerida] piensan que se debe seguir usando el término «negrito» hasta que los propios negritos decidan otra denominación.

## Fisiología
- Baja estatura (1.40-1.50 m).
- Piel muy oscura o medianamente oscura.
- Cráneo mesocéfalo.
- Cabello corto y crespo.
- Rasgos proto-mongoloides